# Клеарх из Сол
Клеарх из Сол (Κλέαρχος ο Σολεύς, середина IV — начало III в. до н. э.) — древнегреческий философ-перипатетик, ученик Аристотеля.
Большая часть свидетельств о его сочинениях известна из «Пирующих софистов» Афинея. Тематика сочинений — психология, общественная мораль, естественные науки. Таковы сочинения «О паническом страхе», «О дружбе», «О воспитании», «Любовные вопросы», «Жизни», «Гергитий», «Аркесилай», «Паремии», «О загадках», «О речных наносах», «О водных животных». 
Из сочинений Клеарха сохранился лишь отрывок из трактата «О сне», известный в средневековых списках. Сохранившиеся мелкие отрывки из «Похвальной речи Платону» и сочинения «О математических рассуждениях в Государстве Платона» свидетельствуют о склонности Клеарха к популярным формам платонизма.
Плутарх в сочинении «О лике, видимом на Луне» приписывает Клеарху теорию, согласно которой Луна представляет собой большое зеркало, в котором отражается Земля. Другое мнение Клеарха приводит Элиан, писавший в «Пестрых историях», что, его словам, во сне душа человека приобретает форму шара и становится способной к пророчествам.